# Robert Muldoon
Robert David Muldoon (Auckland, 25 september 1921 – aldaar, 5 augustus 1992) was een Nieuw-Zeelands politicus. Hij was de 31e premier van het land, van 1975 tot 1984.

## Levensloop

### Vroege jaren
Muldoons vader werd toen zijn zoon acht was opgenomen in een psychiatrisch ziekenhuis. Daar overleed hij twintig jaar later. Muldoon werd opgevoed door zijn moeder, met hulp van haar moeder. Muldoons grootmoeder, een uitgesproken socialist, had een sterke invloed op het denken van Muldoon.

### Tweede Wereldoorlog
Op vijftienjarige leeftijd verliet Muldoon de schoolbanken om te gaan werken als klerk bij een bouwbedrijf. In november 1940, na de uitbraak van de Tweede Wereldoorlog, ging hij in militaire dienst. Hij was gelegerd in de zuidelijke Pacific en Italië. In Italië maakten zijn latere partijgenoten en collega's Duncan MacIntyre en Jack Marshall deel uit van hetzelfde bataljon. In Italië rondde hij een schriftelijke opleiding tot accountant af. Na de oorlog werkte Muldoon nog een jaar bij een Brits accountantskantoor voordat hij terugkeerde naar Nieuw-Zeeland.

### Parlementslid

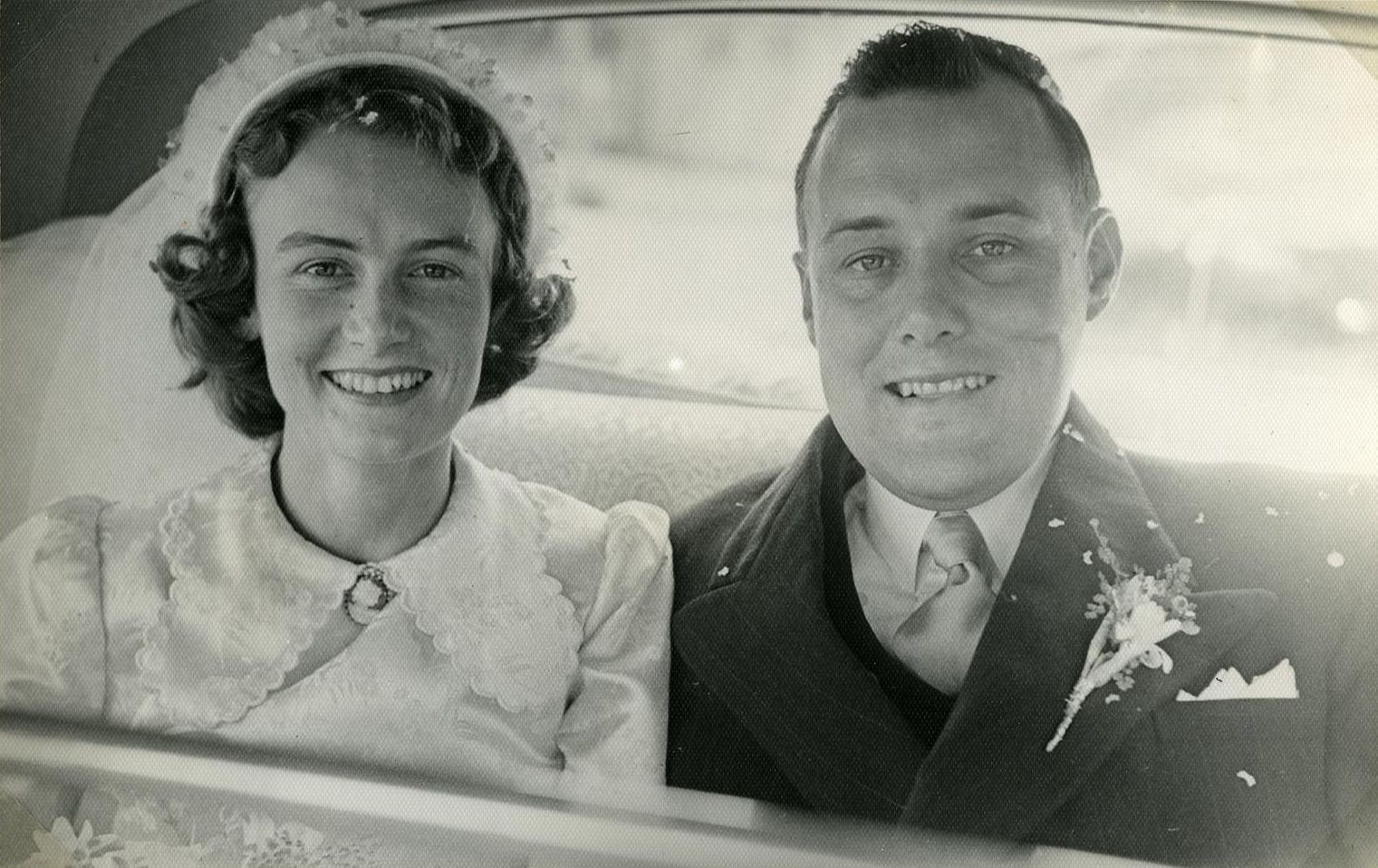
Muldoon trouwde in 1951 met Thea Flyger

Na zijn terugkeer in Nieuw-Zeeland sloot Muldoon zich aan bij de jongerenorganisatie van de rechts-conservatieve National Party. Hij stelde zich in 1954 en 1957 tevergeefs kandidaat voor het parlement. Bij zijn derde poging in 1960 werd hij wel gekozen. Samen met de tegelijkertijd gekozen MacIntyre en Peter Gordon kwam Muldoon bekend te staan als de "Jonge Turken" vanwege hun kritiek op het partijleiderschap.
Muldoon was zowel een tegenstander van abortus als de doodstraf. Hij was een van de tien parlementsleden van de National Party die in 1961 met de oppositie meestemde om de doodstraf bij moord af te schaffen. Later stemde hij ook tegen een wet die abortus in bepaalde gevallen toestaat, onder andere bij verkrachting en als het leven van de moeder in gevaar is.

### Minister van Financiën
Na zijn herverkiezing in 1963 werd Muldoon benoemd als onderminister van Financiën in het kabinet van Keith Holyoake. Hij voerde een wet in waardoor de Nieuw-Zeelandse pond werd vervangen door Nieuw-Zeelandse dollar. Om verwarring met de Amerikaanse dollar te voorkomen werden er verschillende alternatieve namen voorgesteld, zoals de kiwi of zeal, maar aan het einde van het liedje werd de dollar toch de naam van de nieuwe munt.
Na de parlementsverkiezing van 1966 keerde Muldoon niet terug in het kabinet. Pas na het onverwachte overlijden van minister van Financiën Harry Lake in februari 1967 werd Muldoon aangewezen als diens opvolger. Op dat moment verkeerde Nieuw-Zeeland in een economische crisis vanwege de daling van de wolprijs. Muldoon voerde een aantal bezuinigingen door en verhoogde een aantal indirecte belastingen. De nieuwe minister van Financiën kreeg een groot deel van de credits toen de economie zich herstelde. Dankzij het nieuwe medium televisie (in 1960 geïntroduceerd in Nieuw-Zeeland) groeide Muldoons bekendheid snel. Volgens premier Holyoake was de verrassende verkiezingsoverwinning van de Nationals in 1969 daar voor een deel aan te danken.
Premier Holyoake trad vanwege zijn hoge leeftijd in 1972 af. Muldoon daagde diens beoogd opvolger Jack Marshall uit voor het partijleiderschap, en dus premierschap. Muldoon verloor de interne partijverkiezing nipt en werd vicepremier. De daaropvolgende verkiezingen verloren de Nationals, waardoor Labour voor het eerst in twaalf jaar aan de macht kwam.
Veel partijleden zagen in Marshall niet de man die het kon opnemen tegen de nieuwe premier Norman Kirk. Mede daardoor werd hij op 9 juli 1974 als oppositieleider vervangen door Muldoon. Kort daarna overleed Kirk plotseling en werd vervangen door zijn partijgenoot Bill Rowling. Bij de parlementsverkiezingen slaagde Muldoon er eenvoudig in om Rowling te verslaan. Dit deed hij onder andere met behulp van een reclamespot waarin een dansende kozak wat te zien, met de implicatie dat de Labourpartij Nieuw-Zeeland in een communistische staat zou veranderen.

### Premier

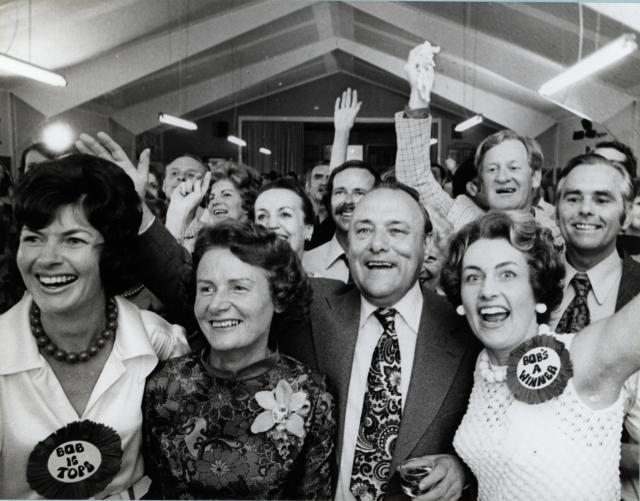
Muldoon tijdens de verkiezingsavond van 29 november 1975 op het moment dat duidelijk werd dat hij de nieuwe premier zou worden.

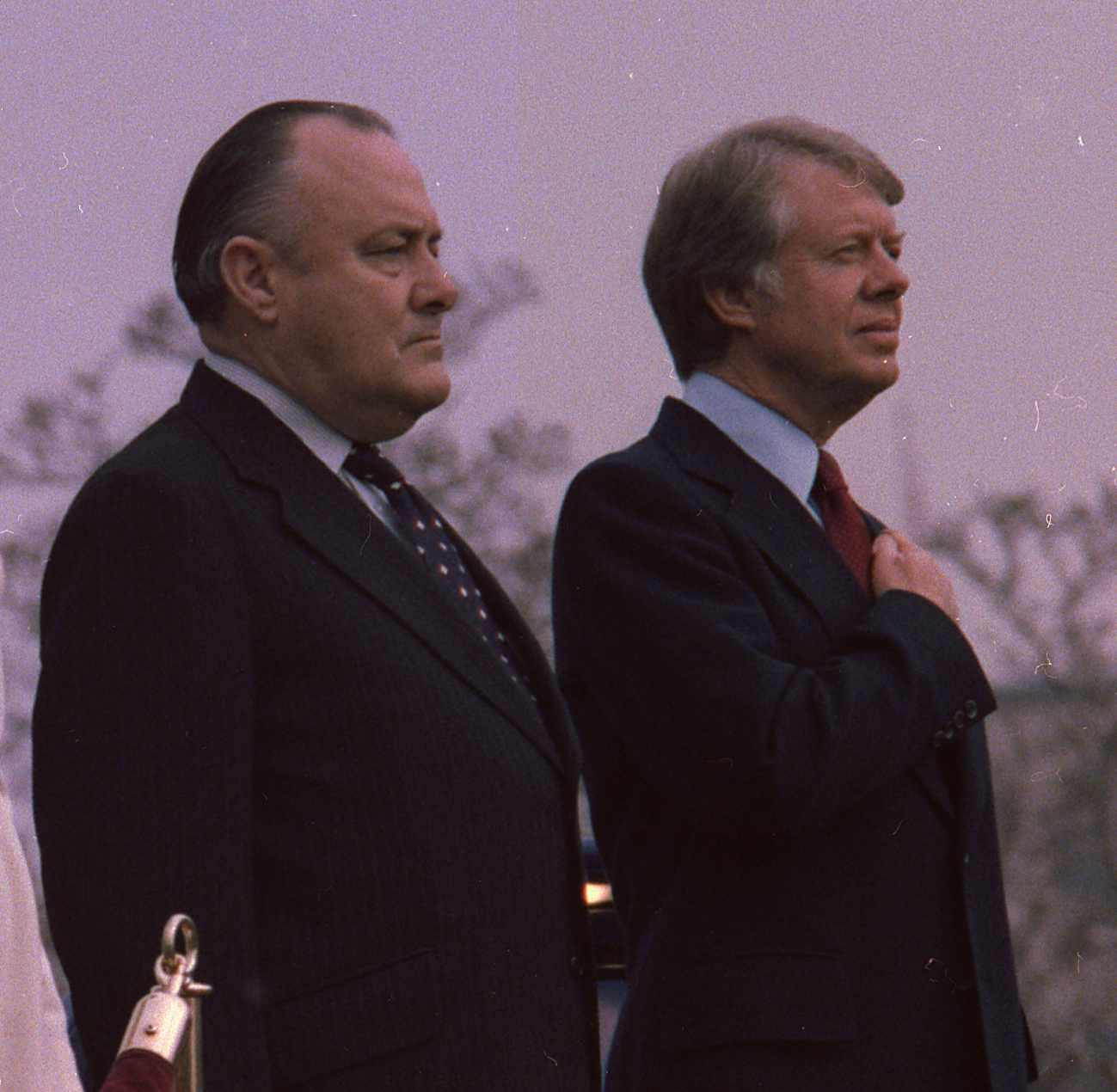
Muldoon met de Amerikaanse president Jimmy Carter.

#### Eerste termijn

##### Nieuw pensioenstelsel
Muldoon werd op 12 december 1975 ingezworen als de 31e premier van Nieuw-Zeeland. Al in zijn eerste regeringsjaar had hij te maken met een grote economische crisis. De economie kromp meer dan vier procent en de werkloosheid verdubbelde. Een van Muldoons eerste maatregels was het doen uitgaan van een persbericht waarin hij de gouverneur-generaal adviseerde de pensioenregeling van de vorige Labourregering per direct af te schaffen. De National Party wilde een pensioenstelsel invoeren waarbij iedereen boven de zestig jaar zeventig procent van het gemiddelde loon uitgekeerd zou krijgen. Met dit nieuwe stelsel wilden de Nationals een belangrijke verkiezingsbelofte inlossen.
Het Hooggerechtshof oordeelde echter dat Muldoons optreden illegaal was en hij daarmee de grondwet schond. Zonder beslissing door een wetgevende vergadering kon wetgeving niet zomaar worden teruggedraaid. De nieuwe regering voerde vervolgens alsnog via het parlement nieuwe wetten in. De nieuwe pensioenregeling drukte in de jaren daarna steeds meer op de rijksbegroting. In 1981 ging 17,3 procent van het federale budget op aan pensioengelden. Dit ging ten koste van sectoren als het onderwijs.

##### Deportaties van illegalen
Muldoon zette het beleid van zijn voorganger Norman Kirk voort met betrekking tot inwoners van de verschillende omringende eilanden als Samoa, Fiji en Tonga. Wanneer hun visum was verlopen werden zij opgepakt door de politie en naar hun eigen land gedeporteerd. In de jaren vijftig had Nieuw-Zeeland te weinig werkkracht en werd emigratie uit deze landen juist gestimuleerd. Muldoon en anderen weten de economische crisis en het woningtekort juist aan de komst van deze immigranten.
Het regeringsbeleid werd door verschillende groepen binnen de Nieuw-Zeelandse samenleving scherp veroordeeld. Kerken, vakbonden en inheemse bevolkingsgroepen. Slechts dertig procent van de mensen wier visum was verlopen, was afkomstig van de Pacifische eilanden, maar zij maakten wel vijfentachtig procent uit van de mensen die werden gedeporteerd. In 1979 stopte de regering van Muldoon de deportaties, omdat zij niet effectief bijdroegen aan het oplossen van de economische problemen.

##### Botsing met Coyle
Muldoon beschuldigde in 1977 tijdens een debat parlementariër en voormalig Labourminister Colin Moyle dat hij door de politie was ondervraagd aangaande homoseksuele contacten met een andere man. Dat was op dat moment verboden in Nieuw-Zeeland. Na zijn verhaal meerdere keren aangepast te hebben trad Coyle af. Er is gesuggereerd dat Muldoon naar buiten kwam met deze onthulling omdat hij Coyle als een bedreiging zag voor zijn positie. Ironisch genoeg versloeg Coyles opvolger David Lange Muldoon in 1990 waarna hij moest aftreden als premier.

##### Holyoake als gouverneur-generaal
Als premier was het Muldoons recht om koningin Elizabeth II te adviseren wie zij moest benoemen als gouverneur-generaal. Eind 1976 kwam het einde van de termijn van Denis Blundell in zicht. Muldoon droeg voormalig premier Keith Holyoake voor. De koningin ging mee in deze voordracht.
De benoeming was controversieel aangezien een gouverneur-generaal geacht wordt boven de partijen te staan. Holyoake was een zittende minister en zijn benoeming riep zowel binnen zijn eigen partij als bij de oppositie afkeuring op. Oppositieleider Bill Rowling klaagde dat hij niet was geconsulteerd en er alles aan zou doen Holyoake af te zetten wanneer Labour de verkiezingen van 1978 won. Zover kwam het niet. Holyoake werd benoemd en omdat hij zich doorgaans neutraal optrad werd hij geaccepteerd.

#### Tweede termijn
.

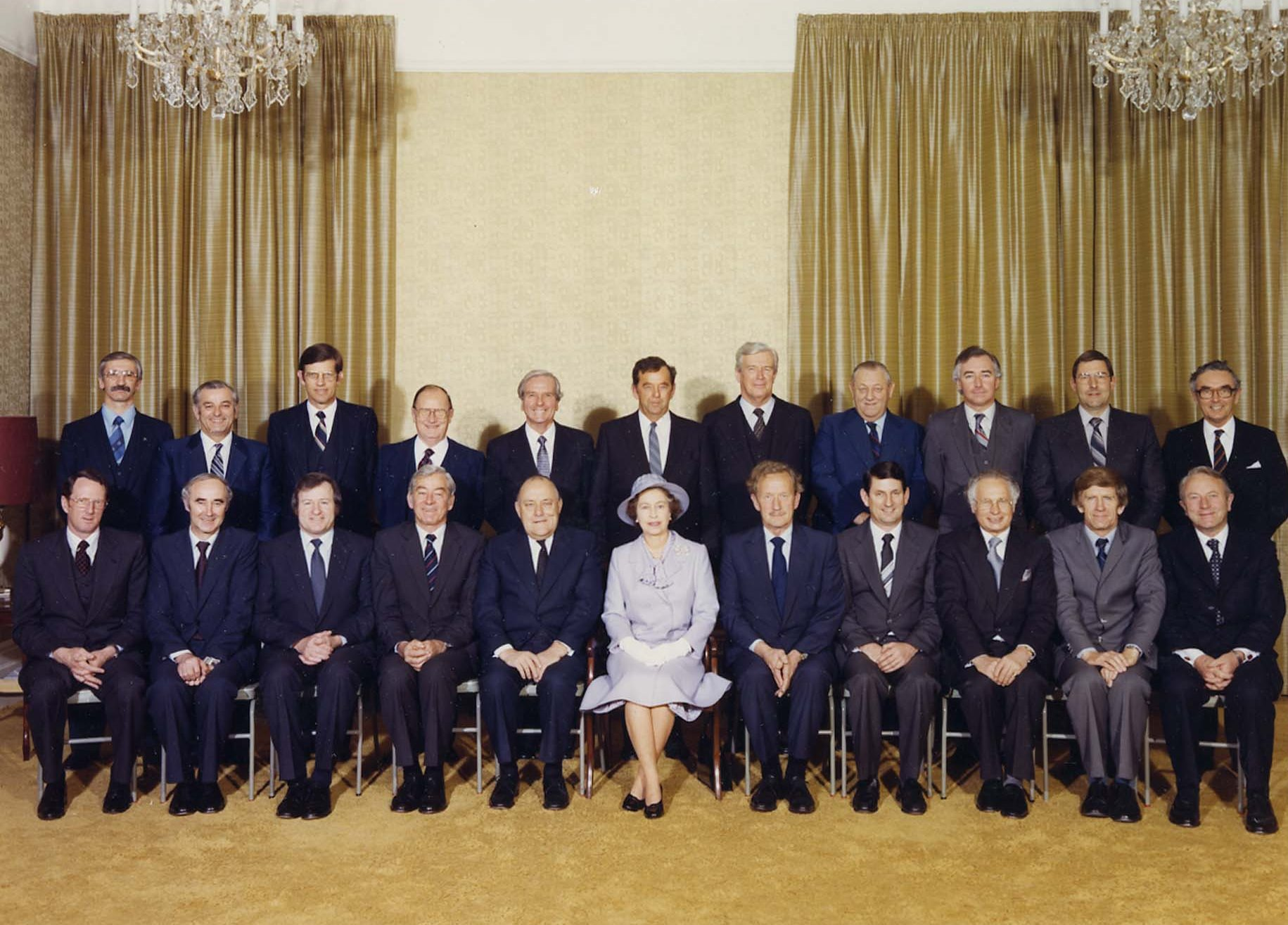
Muldoons kabinet, samen met de koningin Elizabeth II die in 1980 Nieuw-Zeeland bezocht

Bij de parlementsverkiezingen van 1978 stond Muldoon een maand voor de verkiezingen nog op 60 procent in de peilingen. Labour behaalde qua totaal aantal stemmen een meerderheid, maar de National Party haalde een absolute meerderheid wat betreft zetels aangezien Nieuw-Zeeland een districtenstelsel kent.

##### Verhoging van indirecte belastingen
Muldoon was aanvankelijk een tegenstander van de verhoging van indirecte belastingen, aangezien het tot inflatie zou leiden en extra nadelig werkten voor arme mensen. Toch ging hij in mei 1979 over tot de verhoging van de btw met 10 tot 20 procent op een breed scala aan goederen, waaronder benzine, caravans en boten. Daarmee werd de economische onderklasse ontzien. De belastingmaatregel werd door de oppositie weggezet als een ineffectieve oplossing, terwijl eigenlijk een herziening van het belastingstelsel nodig was. Als gevolg van de btw-maatregel moest de boot- en caravanindustrie inkrimpen, waardoor de werkloosheid steeg.

##### Anticommunist
Als premier stond Muldoon een anti-Sovjetpolitiek voor. Hij was wantrouwend tegenover communistische invloeden binnen de vakbondsbeweging. De Socialistische Eenheidspartij, een afsplitsing van de Communistische Partij van Nieuw-Zeeland, zag hij als een vijfde colonne. In toespraken en persuitingen beschuldigde hij de Eenheidspartij en andere communistische groepen meerdere keren van het aanzetten tot stakingen en houden van protesten vanwege Amerikaanse marinebezoeken aan Nieuw-Zeeland en sportieve contacten met het apartheidsregime in Zuid-Afrika. Nieuw-Zeeland voegde zich bij de westerse boycot van de Olympische Zomerspelen in Moskou vanwege de inval van de Sovjet-Unie in Afghanistan een jaar eerder. Tegelijkertijd deed Nieuw-Zeeland niet mee aan de door Amerika geleidde handelsboycot van de Sovjet-Unie, omdat de gevolgen voor de eigen economie te nadelig zouden zijn.

##### Gratie voor Arthur Allan Thomas
Door de schrijver David Yallop werd Muldoon geattendeerd op de zaak van Arthur Allan Thomas. Deze was ten onrechte veroordeeld voor de dubbele moord op Harvey en Jeanette Crewe, nadat de politie bewijsstukken had vervalst. Muldoon maakte zich hard voor gratie door de Kroon. Zover kwam het inderdaad en Thomas kreeg een schadevergoeding van bijna een miljoen dollar omdat hij ten onrechte was veroordeeld.

##### Oppositie binnen eigen partij
Muldoon benoemde in 1980 parlementariër Frank Gill als ambassadeur naar de Verenigde Staten. Voor de vrijgekomen zetel werden tussentijdse verkiezingen gehouden. Muldoon steunde vicepartijvoorzitter Sue Wood, maar zijn partij wees Don Brash aan als kandidaat. Deze verloor de verkiezingen echter van Garry Knapp van de Sociaal Krediet Partij. Het verlies was een kras op Muldoons blazoen, die de partijleiding verwijten maakte. Dat leidde weer tot groeiende oppositie binnen zijn eigen partij. Veel partijleden waren ontevreden over Muldoons dominante manier van optreden.
Drie ministers uit Muldoons eigen kabinet probeerden hem in oktober 1980 te onttronen, te weten Jim Bolger, Jim McLay en Derek Quigley. Zij zagen in vicepremier Brian Talboys een betere kandidaat voor het premierschap. Talboys wilde zich echter alleen kandidaat stellen wanneer een meerderheid van de partij hem zou steunen. Korte tijd leek het daarop, maar Muldoon die terug kwam van een bezoek aan het buitenland had intussen door wat er hand was. Hij greep snel in en de balans sloeg weer in zijn richting op. Talboys daagde hem uiteindelijk nooit uit, omdat hij geloofde dat de schade voor de partij te groot zou zijn. De mislukte afzettingspoging kwam in de politieke annalen bekend te staan als de Kolonelscoup.

##### Sport in Zuid-Afrika
De nationale rugbyploeg, bijgenaamd de All Blacks, bezocht in 1981 Zuid-Afrika om daar een aantal wedstrijden te spelen. Hierop was veel kritiek vanwege het apartheidsregime aldaar. Muldoon stelde echter dat politiek en sport van elkaar gescheiden moesten blijven. Dit besluit kwam hem wel op veel kritiek te staan en massale protesten.

##### Think Big
De Iraanse Revolutie leidde tot een oliecrisis, net op het moment dat Nieuw-Zeeland herstellende was van een twee jaar durende recessie. Muldoon probeerde tevergeefs een akkoord te sluiten met de vakbonden waarbij de regering beloofde de belastingen te verlagen. In ruil daarvoor zouden de vakbonden hun looneis matigen. In plaats daarvan lanceerde Muldoon de Think Bigstrategie. De overheid deed met geleend geld investeringen in een aantal grootschalige industriële projecten, het merendeel energiegerelateerd. Zo werden er een aantal stuwdammen gebouwd. Door Think Big zou Nieuw-Zeeland qua stroom voor zestig procent zelfvoorzienend zijn en bijna een half miljoen banen worden gecreëerd. Think Big is een van de belangrijkste nalatenschappen van Muldoons premierschap. Veel projecten hadden te kampen met budgetoverschrijdingen, waardoor er meer geld moest worden geleend. Hierdoor steeg de staatsschuld fors, wat later weer zijn invloed had op de economie van Nieuw-Zeeland. De meningen zijn dus verdeeld over het succes van Big Think.

#### Derde termijn
In eerste instantie leek het dat de National Party bij de parlementsverkiezingen in november 1981 evenveel zetels behaalde als de oppositie. Na een hertelling in een district bleek toch dat de National Party met 47 tegenover 45 zetels een absolute meerderheid had, hoewel Labour fors meer stemmen kreeg.

##### Onrust binnen eigen partij
Muldoons derde termijn verliep chaotisch. Vanwege zijn krappe meerderheid kon de premier eigenlijk geen tegenstand in zijn eigen partij gebruiken. In 1982 kwam hij in botsing met zijn eigen minister Derel Quigley, die twee jaar eerder al betrokken was bij de Kolonelscoup. Quigley sprak zich in het openbaar uit tegen Think Big. Muldoon eiste zijn excuses of aftreden. Quigley trad af, maar bleef aan als parlementslid. Hij bleef daar de regering steunen en verliet het parlement twee jaar later.
Een andere partijgenoot waarmee Muldoon in onmin raakte was zakenman en parlementslid Bob Jones, die kritiek had om het economische beleid van de premier. Hij vormde in 1983 de Nieuw-Zeeland Partij, die bij de verkiezingen van 1984 veel stemmen weghaalde bij de Nationals.

##### Falklandoorlog
De regering van Nieuw-Zeeland steunde het Verenigd Koninkrijk tijdens de Falklandoorlog. Zij nam weliswaar niet direct deel, maar stuurde wel twee fregatten naar de Indische Oceaan ter vervanging van twee fregatten die de Britten nodig hadden. Ook verbrak Nieuw-Zeeland de diplomatische banden met Argentinië.

##### Vrijhandelsverdrag met Australië
Muldoons regering sloot in 1982 een akkoord met Australië. Dat leidde uiteindelijk tot een vrijhandelszone in 1990 tussen beiden landen.

##### Verloren verkiezingen
Een botsing met parlementslid Marilyn Waring, partijgenoot en backbencher, leidde ertoe dat Muldoon in juni 1984 nieuwe verkiezingen uitschreef. Waring dreigde tijdens een debat over de vraag of Nieuw-Zeeland vrij van kernenergie moest worden over te lopen naar Labour. Een zichtbaar dronken Muldoon kondigde in het debat aan dat een maand later nieuwe verkiezingen zouden plaatsvinden. Hij hoopte daarmee de oppositie te verrassen. Vanwege de staat waarin Muldoon was kreeg de verkiezing de bijnaam Schnapss election.
Het imago van de regering was echte niet goed. De Nieuw-Zeeland Partij van Bob Jones haalde 12,5 procent van de stemmen, de meeste daarvan kwamen bij de National Party vandaan. De Labourpartij onder leiding van David Lange behaalde 56 zetels tegenover 37 voor de National Party, waardoor Lange hem opvolgde als premier.

### Laatste jaren als parlementariër
Kort na zijn aftreden werd Muldoon als partijleider uitgedaagd. Hij verloor de interne verkiezingen en werd opgevolgd door zijn tweede man Jim McLay. Muldoon legde zich niet bij de nederlaag neer. Hij weigerde een prominente plek voorin het parlement. Hij bleef McLays gezag ondermijnen totdat deze in 1986 uitgedaagd en vervangen werd door Jim Bolger, die minister van Arbeid was geweest onder Muldoon. De oud-premier kon veel beter overweg met de nieuwe partijleider. Hij werd woordvoerder op het terrein van Buitenlandse Zaken en kruiste daardoor rechtstreeks de degens met premier Lange.
Muldoon stemde als parlementariër in 1985 tegen wetgeving waardoor seksueel contact tussen twee mannen niet langer strafbaar was.

### Overlijden
In de latere jaren was Muldoon vaak ziek. Hij kondigde in november 1991 aan zich niet meer verkiesbaar te stellen. Een half jaar na zijn vertrek uit de politiek overleed hij.